# HMS London (69)
«Лондон» (69) (англ. HMS London (69) — військовий корабель, важкий крейсер типу «Каунті» однойменного підтипу Королівського військово-морського флоту Великої Британії за часів Другої світової війни.

## Історія створення
Важкий крейсер «Лондон» був закладений 23 лютого 1926 року на верфі HMNB Portsmouth на військово-морській базі в Портсмуті. 14 вересня 1927 року корабель спущений на воду, а 31 січня 1929 року увійшов до складу Королівських ВМС Великої Британії.

## Історія служби
«Лондон» виконував завдання у складі різних формувань британського флоту напередодні Другої світової війни, служив у Домашньому флоті та на Середземному морі. З початком світового конфлікту брав активну участь у бойових діях на морі, бився у Північній Атлантиці, біля берегів Франції, Англії та Норвегії, супроводжував арктичні та атлантичні конвої. Особливо відзначився в переслідуванні німецького лінкора «Бісмарк» в Атлантиці.
За проявлену мужність та стійкість у боях бойовий корабель нагороджений двома бойовими відзнаками.

### 1941
2 серпня 1941 року «Лондон» діяв у далекому океанському ескорті конвою WS 10. 31 серпня супровід конвою WS 11.
28 вересня 1941 року важкий крейсер «Лондон» разом з однотипним «Шропширом» у супроводі есмінців вийшов з однім з перших арктичних конвоїв — конвоєм QP 1 з Архангельська до Скапа-Флоу.

### 1942
29 квітня 1942 року «Лондон» вийшов у супровід конвою PQ 15, що йшов до Росії під командуванням адмірала Д.Тові.
У травні 1942 року «Лондон» входив до сил ескорту великого конвою PQ 16, який супроводжував 35 транспортних суден (21 американське, 4 радянські, 8 британських, 1 голландське та одне під панамським прапором) до Мурманська від берегів Ісландії зі стратегічними вантажами і військовою технікою з США, Канади і Великої Британії. Його супроводжували 17 ескортних кораблів союзників, до острова Ведмежий конвой прикривала ескадра з 4 крейсерів і 3 есмінців.
2 вересня 1942 року з Шотландії вирушив конвой PQ 18, що нараховував 39 суден, а 13 вересня з Архангельська — зустрічний конвой QP 14; 65 бойових кораблів супроводжували невеличкий транспортний конвой з 17 суден Важкі крейсери «Саффолк», «Лондон» і флагманський «Норфолк» під прапором віце-адмірала С. С. Бонем-Картера входили до складу групи ближнього прикриття обох конвоїв. Групу далекого прикриття становили лінкори «Енсон» і «Герцог Йоркський», легкий крейсер «Ямайка» і 5 есмінців. Крім того, у разі загрози до сил ескорту конвоїв PQ 18 і QP 14 могли підключитися важкий крейсер «Камберленд» і легкий крейсер «Шеффілд», що брали участь в операції з доставки на Шпіцберген постачання. Досить потужний безпосередній ескорт PQ 18 складався з флагманського легкого крейсера «Сцилла», ескортного авіаносця «Евенджер», який вперше вийшов в арктичні води, 20 есмінців і 15 інших кораблів підтримки. Незважаючи на таку потужну охорону, втрати конвою від атак німецьких підводних човнів і авіації склали 13 суден. Конвой QP 14 втратив 4 транспортних судна і есмінець ескорту. Після проводки конвою PQ 18 на трасі полярних перевезень настало затишшя, викликане необхідністю застосування транспортів і сил ескорту в десантній операції в Північній Африці. Тільки взимку 1942/43 року було відновлено рух конвоїв до наступної перерви в березні 1943 року, що тривав до листопада.
17 листопада крейсер вийшов з групою кораблів для прикриття повернення конвою QP 15, що йшов з Росії. 28 листопада кораблі повернулись до Хваль-фіорда у Рейк'явіку.

### 1944
У жовтні 1944 року важкий крейсер «Лондон» включений до оперативної групи № 63.2 (TG63.2) Східного флоту, що проводила диверсійні та демонстраційні дії на Нікобарських островах, прикриваючи справжню мету — висадку американських військ на острів Лейте.

### 1945
19 квітня 1944 року «Лондон» взяв участь у повітряно-морській військовій операції з бомбардування авіаносною авіацією союзників (оперативні групи 69 та 70) важливих цілей — об'єктів нафтової промисловості — на окупованій японськими військами території острову Сабанг (північніше Суматри).